# Музей Чапських
Музей Чапських, повна назва — Музей імені Емеріка Гуттен-Чапського (пол. Muzeum Czapskich, Muzeum im. Emeryka Hutten-Czapskiego) — музей, що знаходиться в Палаці Чапських у Кракові на вулиці Пілсудського, 12. Філія краківського Національного музею. Музей названо на честь польського громадського діяча, бібліофіла і нумізмата Емеріка Гуттен-Чапського.

## Історія
У 1894 році будівлю придбав Емерік Гуттен-Чапський після переїзду до Кракова. У своєму родовому маєтку в селі Станьково (нині Мінська область, Білорусь), Емерік Гуттен-Чапський зібрав велику колекцію, яка нараховує близько 11 тисяч медалей, орденів, монет, а також власну бібліотеку (близько 20 тисяч книг). Для своєї колекції Емерік Гуттен-Чапський виділив окреме приміщення у купленому ним палаці. Проєкт цього павільйону створив 1896 року польський архітектор Тадеуш Стриєнський. До павільйону вели ворота з окремим входом. Над входом розмістили напис латинською мовою — «Monumentis Patriae naufragio ereptis».
12 березня 1903 року, після смерті Емеріка Гуттен-Чапського в 1897 та згідно з його заповітом, колекція була передана в дар міській раді Кракова. 18 липня 1904 року колекція Гуттен-Чапського стала філією Національного музею.
У 1937 році музей придбав особистий архів і бібліотеку Емеріка Гуттен-Чапського. Надалі зібрання музею поповнилося колекціями середньовічних монет Віктора Віттига, п'ятьма тисячами монет пястівського періоду Зигмунта Закжевського, античних монет із зібрань Францішка Пекосінського і Кароля Галами, тевтонськими і курляндськими монетами Петра Уминського. Вся колекція музею демонструвалася до 1939 року. У зв'язку з початком Другої світової війни музей був закритий, а колекція знаходилася в запасниках Національного музею.
28 червня 2013 року, після здійсненого капітального ремонту, Національний музей відкрив у Палаці Чапських нумізматичну виставку під назвою «Europejskie Centrum Numizmatyki Polskiej» (Європейський центр польської нумізматики).
На даний час в музеї зберігається близько 100 тисяч нумізматичних матеріалів, середньовічні географічні карти та рукописи.